# Solinstrålning

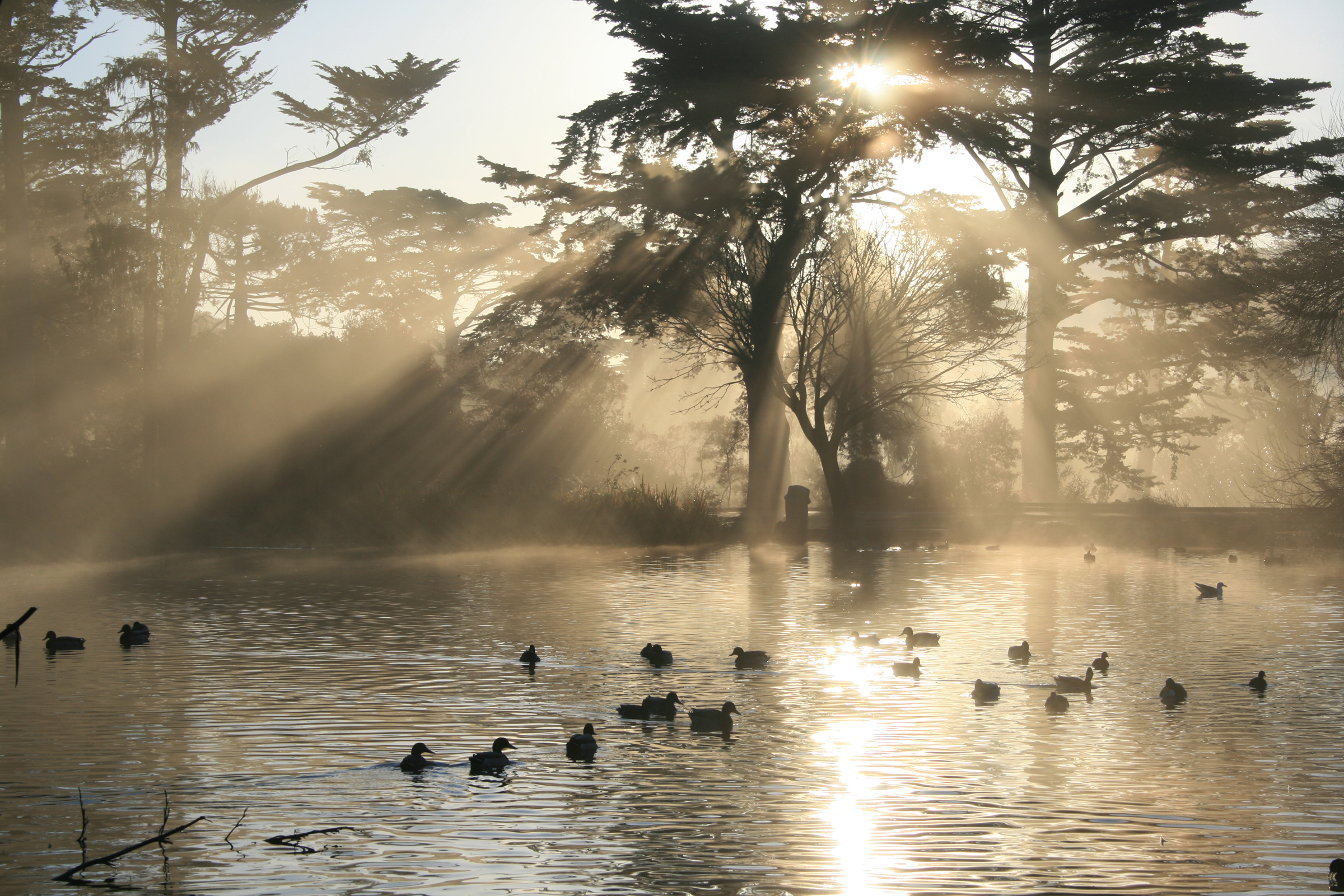
Solstrålar

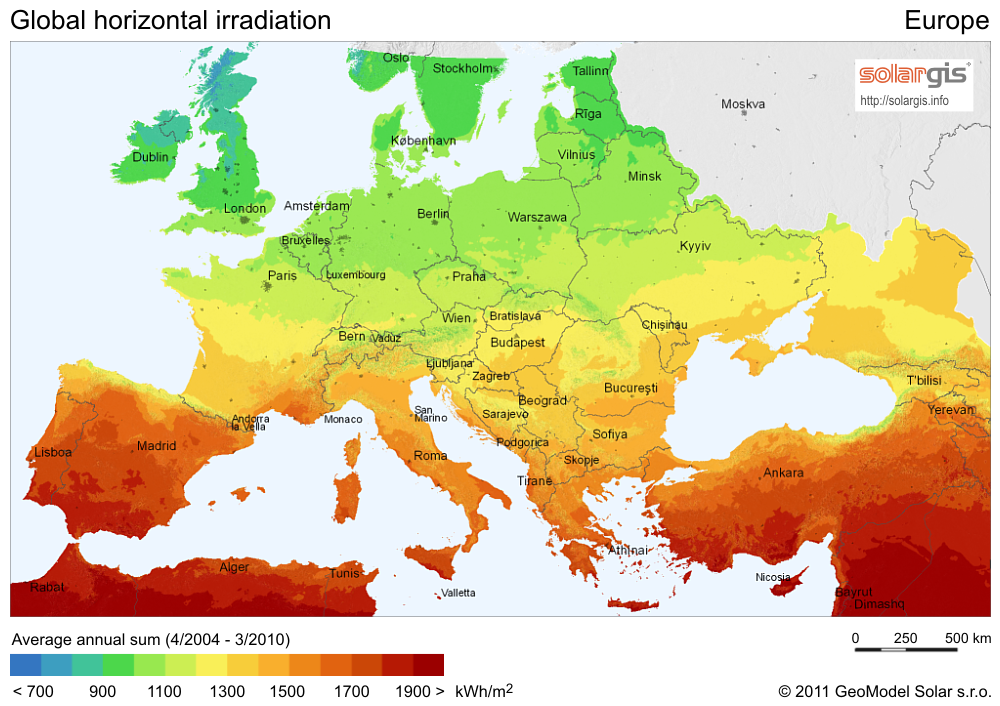
Solinstrålning över Europa 2011.

Solinstrålning eller insolation är ett mått på infallande solstrålning på en yta, dvs mängden solenergi på en given yta under en given tidsrymd. Insolationen uttrycks vanligen i kilowatt-timmar per kvadratmeter per dag (kWh/m²/dag) eller watt per kvadratmeter (W/m²).
Ytan i fråga kan vara en planet eller ett annat objekt som träffas av solens strålar, inräknat exempelvis rymdfarkoster. En del av solstrålningen absorberas av ytan, vilket resulterar i uppvärmning, och resten reflekteras. Förhållandet absorption/reflektion beror på objektets reflexion eller albedo. 

## Solinstrålning på jorden
Solinstrålningen består av direkt och diffus instrålning. I rymden utanför jordatmosfären är den omkring 1 366 watt per kvadratmeter. Vid jordytan beror den på vinkeln mellan solstrålningen och jordytan, och på hur mycket atmosfären hindrar strålningen. Då solen står i zenit är vinkeln 90 grader och den direkta instrålningen är maximal. Den direkta instrålningen minskas av stoft, dimma och moln, vilka i stället i viss grad alstrar diffus instrålning. Är himlen helt molntäckt är all instrålning diffus.
I Sverige är solinstrålningen lägre än i länder söder om Sverige eftersom den maximala instrålningsvinkeln bara är 58 grader längst i söder. Solinstrålningen i Sverige kan variera mellan 1100 och ner till några 10-tal W/m² när molntäcket är tjockt. Den maximala instrålningen är högre på sommaren än på vintern eftersom solen vintertid står närmare horisonten. Detta innebär också att solljuset då måste färdas längre väg genom atmosfären innan den når jordytan, vilket ytterligare minskar instrålningen. Genomsnittlig solinstrålning i Sverige har uppskattats till 1060 kWh/m² per år. I Visby är medelvärdet på direktstrålning 1189 kWh/m² per år, mellan åren 1983 och 2014.
Den uppmätta solinstrålningen har ökat i Sverige med åren, vilket anses bero på minskad mängd av stoft i atmosfären, ett resultat av minskade utsläpp och bättre rening.

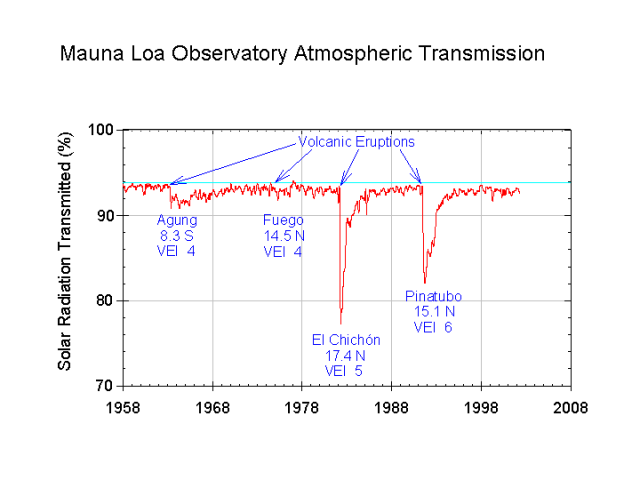
Mätvärden för Mauna Lea 1958-2008.

Solinstrålningen kan minska tillfälligt till exempel efter vulkanutbrott och meteoritnedslag, som kan fylla atmosfären i omgivningen med stora mängder stoft. Exempel på det är Krakataus utbrott 1883. Efter Pinatubos utbrott 1991 minskade solinstrålningen med ungefär 10 %, se figur. Pinatubos utbrott resulterade i en global temperatursänkning med cirka 0,4 °C under åren 1992-1993.

## Solinstrålning och global uppvärmning
Mönster av solinstrålning och solvariationer har varit en viktig drivkraft för klimatförändringar under årtusenden i den geologiska tidsskalan, men dess roll i den globala uppvärmningen har visat sig vara marginell.

### Historia
Variationer i solens aktivitet lyftes i början av 2000-talet fram som en möjlig förklaring till en varmare jord. Men IPCC:s rapport från 2001 visade att ökad solinstrålning inte kan förklara de senaste 40-50 årens temperaturrekord. Rapporten visade att vulkanisk aktivitet och solaktivitet skulle kunna förklara hälften av de observerade temperaturvariationerna före 1950, men nettoeffekten av sådana naturliga aktiviteter har varit mer eller mindre neutrala sedan dess. Klimatförändringen orsakad av växthusgaser sedan 1750 uppskattades vara åtta gånger större än effekterna av en ökad solaktivitet under samma tidsrymd.
Sedan IPCC:s rapport 2001, har en del studier (Lean et al., 2002, Wang et al., 2005) framkastat att förändringar av solinstrålningen sedan den förindustriella tiden är tre eller fyra gånger mindre än vad simuleringarna som användes i IPCC:s rapport gjorde gällande (Hoyt and Schatten, 1993, Lean, 2000.). Andra forskare  uppskatta de år 2000 att solaktiviteter står för 16 till 36% av den nuvarande uppvärmningen. Ytterligare andra  hävdade år 2000 att gensvaret på moln och andra processer förstärker den direkta effekten av variationerna i solaktivitet, vilket skulle tyda på att följderna av solaktivitet skulle vara underskattade. I allmänhet graderar forskarna nivån på den vetenskapliga förståelsen för förhållandet mellan variationer i solaktivitet och den observerade uppvärmningen som "mycket låg".  Solanki et al. hävdade 2004 att de senaste 60 till 70 årens solaktivitet är den högsta på 8000 år. Muscheler et al. håller inte med utan bedömer att liknande nivåer har funnits vid åtskilliga tillfällen under de närmaste årtusendena. Solanski skriver i samma vetenskapliga artikel att det är osannolikt att solens variabilitet har varit den dominerande faktorn under de senaste 30 åren. Forskare på Duke University gjorde 2005 bedömningen att mellan 10 och 30% av de senaste 20 årens uppvärmning är orsakad av ökad solaktivitet. I en genomgång av rådande litteratur ansåg Foukal et al. (2006), dels att variationerna i solinstrålning är för små för att ge någon nämnvärd effekt på den globala uppvärmningen under de senaste 20 åren, dels att det inte finns några bevis för en nettoökning av solstrålning under samma period.